# 5G

Поколения мобильной телефонии

5G (от англ. fifth generation — «пятое поколение») — пятое поколение мобильной связи, действующее на основе стандартов телекоммуникаций (5G/IMT-2020), следующих за существующими стандартами 4G/IMT-Advanced.
Технологии 5G должны обеспечивать более высокую пропускную способность по сравнению с технологиями 4G, что позволит обеспечить бо́льшую доступность широкополосной мобильной связи, а также использование режимов device-to-device («устройство к устройству», прямое соединение между абонентами (устройствами), более надёжные масштабные системы коммуникации между устройствами, а также меньшее время задержки, скорость интернета 1—2 Гбит/с, меньший расход энергии батарей, чем у 4G-оборудования, что благоприятно скажется на развитии Интернета вещей.
Технология 5G безопасна (то есть, что 5G неуязвимая), что научно доказано, а аргумент против:  новизна — достаточное основание для недоверия к безопасности данной технологии — является конспирологическим.

## Требования IMT-2020 к кандидату радиоинтерфейса
Следующие параметры являются требованиями для технологий радиодоступа 5G IMT-2020. Обратите внимание, что эти требования не предназначены для ограничения всего спектра возможностей или производительности, которых может достичь кандидат на IMT-2020, и не предназначены для описания того, как технологии могут работать в реальных развёртываниях.
| Возможность                                                         | Описание                                                                              | Требования     | Сценарий использования |
| ------------------------------------------------------------------- | ------------------------------------------------------------------------------------- | -------------- | ---------------------- |
| Пиковая скорость передачи данных по нисходящей линии связи          | Максимальная достижимая скорость передачи данных при идеальных условиях               | 20 Гбит/с      | eMBB                   |
| Пиковая скорость передачи данных по восходящей линии связи          | Максимальная достижимая скорость передачи данных при идеальных условиях               | 10 Гбит/с      | eMBB                   |
| Пользовательская скорость передачи данных по нисходящей линии связи | Скорость передачи данных в плотной городской тестовой среде 95 % времени              | 100 Мбит/с     | eMBB                   |
| Пользовательская скорость передачи данных по восходящей линии связи | Скорость передачи данных в плотной городской тестовой среде 95 % времени              | 50 Мбит/с      | eMBB                   |
| Задержка                                                            | Время прохождения пакета в радиосети                                                  | 4 мс           | eMBB                   |
| Задержка                                                            | Время прохождения пакета в радиосети                                                  | 1 мс           | URLLC                  |
| Мобильность                                                         | Максимальная скорость для передачи обслуживания и требований QoS                      | 500 км/ч       | eMBB/URLLC             |
| Плотность подключений                                               | Общее количество подключённых устройств на единицу площади                            | 106/км2        | mMTC                   |
| Энергоэффективность                                                 | Данные, отправленные/полученные на единицу энергопотребления (по устройства или сети) | Эквивалент 4G  | eMBB                   |
| Пропускная способность                                              | Общий трафик в зоне покрытия                                                          | 10 Мбит/(с·м2) | eMBB                   |

Другие требования:
- Качество связи[уточнить];
- Безопасность для здоровья человека.

## Технологии 5G

### Новые диапазоны радиочастот
Радиоинтерфейс, определённый 3GPP для 5G, известен как New Radio (NR), а спецификация подразделяется на две полосы частот: FR1 (600—6000 МГц) и FR2 (24—100 ГГц), каждая с различными возможностями.

#### Особенности покрытия FR2
В стандарте 5G предусмотрена работа на частотах 24 ГГц и выше, такой сигнал 5G не способен эффективно работать на расстоянии более нескольких сотен метров между передатчиком и приёмником, в отличие от сигналов 4G или 5G более низкой частоты (до 6 ГГц). В результате базовые станции 5G должны располагаться через каждые несколько сотен метров, чтобы использовать эти высокие частоты. Кроме того, настолько высокочастотные сигналы с большими потерями проникают через твёрдые объекты, такие как автомобили, деревья и стены. Поэтому для обеспечения высокого качества связи базовые станции 5G могут располагаться внутри зданий, и для этого они могут быть спроектированы таким образом, чтобы быть как можно более незаметными, и их было возможно устанавливать в таких местах, как рестораны и торговые центры.
| Тип ячейки            | Тип ячейки            | Среда развёртывания                                                           | Максимальное количество пользователей | Выходная мощность (мВт)                  | Максимальное расстояние от станции |
| --------------------- | --------------------- | ----------------------------------------------------------------------------- | ------------------------------------- | ---------------------------------------- | ---------------------------------- |
| 5G NR FR2             | Femtocell             | Дома, предприятия                                                             | Дом: 4-8 Предприятия: 16-32           | в помещении: 10—100 на улице: 200—1000   | Десятки метров                     |
| 5G NR FR2             | Pico cell             | Общественные места, такие как торговые центры, аэропорты, вокзалы, небоскрёбы | от 64 до 128                          | в помещении: 100—250 на улице: 1000—5000 | Десятки метров                     |
| 5G NR FR2             | Micro cell            | Городские районы, для заполнения пробелов в охвате                            | от 128 до 256                         | на улице: 5000—10000                     | несколько сотен метров             |
| 5G NR FR2             | Metro cell            | Городские районы, чтобы обеспечить дополнительную ёмкость                     | более 250                             | на улице: 10000—20000                    | сотни метров                       |
| Wi-Fi (для сравнения) | Wi-Fi (для сравнения) | Дома, предприятия                                                             | менее 50                              | в помещении: 20—100 на улице: 200—1000   | несколько десятков метров          |

### Massive MIMO
Одной из ключевых технологий для реализации сетей сотовой связи 5G является использование в составе базовых станций многоэлементных цифровых антенных решёток с количеством антенных элементов 128, 256 и более. Соответствующие системы получили наименование Massive MIMO.

### Формирование луча
Формирование луча (англ. beamforming) используется для направления радиоволн на цель. Это достигается путём объединения элементов в антенной решётке таким образом, что сигналы под определёнными углами испытывают конструктивную интерференцию радиоволн, в то время как другие подвергаются деструктивной интерференции. Синфазное сложение сигналов улучшает отношение сигнал/шум пропорционально количеству антенных элементов, вследствие чего скорость передачи данных может быть повышена. 5G использует формирование луча благодаря улучшенному качеству сигнала, которое он обеспечивает. Формирование луча может быть выполнено с использованием фазированных антенных решёток либо, более эффективно, — без использования фазовращателей с помощью цифровых антенных решёток.

### NOMA (неортогональный множественный доступ)
Для повышения спектральной эффективности, наряду с пространственным мультиплексированием, в 5G могут использоваться разновидности технологий неортогонального множественного доступа (NOMA) и N-OFDM-сигналов.

### Малые ячейки
Малые ячейки — это маломощные узлы радиодоступа сотовой связи, которые работают в лицензированном и нелицензированном спектре с диапазоном от 10 метров до нескольких километров. Небольшие ячейки имеют решающее значение для сетей 5G, поскольку радиоволны 5G не могут перемещаться на большие расстояния из-за более высоких частот 5G.
Для реализации системы важно на улице располагать передатчики на высоте выше двухэтажных автобусов. На практике это означает размещение аппаратуры на осветительных столбах, что привело даже к массовым судебным спорам (о цене и праве) в Великобритании.

## История
В июне 2014 года китайская ZTE и малазийская U Mobile предложили на форуме в Шэньчжэне (Китай) концепцию технологии Pre-5G.
В марте 2015 года на выставке Mobile World Congress в Барселоне ZTE представила базовую станцию Pre-5G Massive MIMO, объединяющую BBU и RRU.
В июне 2015 года Международный союз электросвязи разработал план развития технологии и определил её название — «IMT-2020» — Высокоскоростной интернет по технологии 5G.
14 июля 2016 года Федеральная комиссия по связи США одобрила спектр частот для 5G, включающий диапазоны 28 ГГц, 37 ГГц и 39 ГГц.
В 2016 году оборудование 5G начало эксплуатировать диапазоны частот 28 ГГц в США и 39 ГГц в Европе, с появлением нового оборудования планировалось задействовать и более высокие частоты, сначала — до 60 ГГц, в перспективе — до 300 ГГц.
В 2020 году компания Nokia сообщила о достижении рекордной на тот момент скорости беспроводной передачи 4,7 Гбит/сек (приблизительно 590 МБ/сек), используя в своём серийном оборудовании 5G-технологию E-UTRA-NR Dual Connectivity— одновременную работу в 5G и LTE (4G) для параллельной передачи данных.

### Тестирование
В России первые тесты технологии Pre-5G проведены в июне 2016 оператором «МегаФон» совместно с Huawei. В сентябре оператором МТС при тестировании на канале связи с частотой 4,77 ГГц была достигнута скорость передачи данных 4,5 Гбит/с.
22 сентября 2016 года «МегаФон» совместно c Nokia на бизнес-саммите в Нижнем Новгороде запустили мобильный Pre-5G-интернет. В ходе испытаний была достигнута скорость передачи данных 4,94 Гбит/с. Через построенную сеть передавался панорамный ролик в разрешении 8К Ultra HD (7680×4320 точек).
1 июня 2017 года «МегаФон» и Huawei показали возможность передачи данных в сетях Pre-5G со скоростью 35 Гбит/с на частоте 70 ГГц.
В августе 2017 года компании МТС  подготовили технологическую платформу (МГТС 10G-PON) для подключения базовых станций 5G в Москве[значимость факта?].
28 ноября 2017 года узбекский мобильный оператор Uztelecom совместно с ZTE на базе лаборатории Центра развития телекоммуникаций и персонала завершил лабораторный тест 5G в Ташкенте.
23 января 2020 года МТС Беларусь запустила в Минске пилотные зоны 5G-сети NSA[уточнить] на частотах в диапазоне 3600—3700 МГц, которые работают на инфраструктуре оператора с использованием оборудования Huawei и Cisco. 28 мая 2020 года инфраструктурный[уточнить] оператор beCloud в тестовом режиме запустил сеть 5G NSA. Опытная зона развёрнута в Минске в диапазонах 3500 МГц и 2600 МГц и состоит из двадцати базовых станций. 22 мая 2020 года компании А1 и МТС запустили в тестовом режиме собственные автономные сети 5G SA (StandAlone[уточнить]). Тестовая 5G-сеть от А1 запущена на Октябрьской площади в Минске в партнёрстве с ZTE и работает в диапазоне 3,5 ГГц. Пилотная зона МТС развёрнута в двух диапазонах — 1800 МГц и 3500 МГц в комплексе «Минск-Арена». 25 мая компания А1 совершила первый в СНГ звонок с помощью технологии VoNR (Voice over New Radio) для пакетной передачи голоса в 5G[значимость факта?].

### Первые коммерческие сети 5G
1 октября 2018 года компания Verizon запустила сеть 5G в четырёх городах США: Хьюстоне, Индианаполисе, Лос-Анджелесе и Сакраменто.
5 апреля 2019 года Южная Корея стала первой страной в Азии, запустившей коммерческие услуги 5G. Стандарт сначала появился в крупнейших городах, в частности, в Сеуле.
17 апреля 2019 года связь 5G работает в 54 городах Швейцарии.
23 апреля 2019 года было объявлено, что компания China Unicom запустила пилотную сеть связи 5G в семи городах Китая.
30 мая 2019 года British Telecom запустил сеть 5G в Великобритании.
6 июня 2019 года Италия стала третьей страной в Европе, где запустили 5G. Оператором выступила компания Vodafone.
14 июня 2019 года Vodafone и Huawei запустили сеть 5G в Испании.
3 июля 2019 года технология 5G была запущена в Германии, в городах Бонне и Берлине.
19 июля 2019 года LMT запустил сеть 5G в Латвии.
31 октября 2019 года сеть 5G охватила 50 городов Китая, сделав страну лидером по внедрению этой технологии.
В 2021 году оператором UCell была запущена сеть 5G в Узбекистане.
В 2023 году операторы Tele2/Altel и Kcell запустили сеть 5G в Казахстане.

### В России
Развёртывание сетей 5G в России сталкивается с серьёзными препятствиями (в стране пока нет собственного оборудования для них; операторам не готовы выделить самые подходящие для 5G частоты, потому что они заняты силовиками; из-за строгих санитарных норм развёртывание сетей может оказаться в несколько раз дороже, чем в целом по миру и т. д.).
В конце апреля 2019 года заместитель председателя правительства РФ Максим Акимов сообщил, что основная часть работ по расчистке частотного спектра под сети связи 5G будет завершена через 2—2,5 года; создание сетей 5G он оценил в 650 млрд рублей. 5 июня 2019 года МТС и Huawei подписали соглашение о развитии 5G в России: церемония подписания прошла в присутствии Владимира Путина и Си Цзиньпина. В начале августа в Москве на Тверской улице (от Кремля до Садового кольца) компании Tele2 и Ericsson запустили пробную зону сети связи 5G на частоте 28 ГГц в режиме NSA (Non-StandAlone), который позволяет развернуть 5G в сетях LTE и упрощает внедрение стандарта на начальном этапе; к октябрю пробные зоны 5G работали также на территориях ВДНХ и спортивного комплекса «Лужники».
В середине августа 2019 президент РФ Владимир Путин выразил согласие на письмо Совета безопасности России с отрицательной позицией по выделению частот 3,4—3,8 ГГц для использования 5G в России.
В сентябре 2019 года в Сколковском институте науки и технологий запустили первую базовую станцию 5G, которая работала в диапазоне 4,8—4,99 ГГц, в соответствии с разрешением на использование частот, которое было выдано Государственной комиссией по радиочастотам. На 5G-смартфонах Huawei была достигнута скорость более 300 Мбит/с..
В октябре Tele2 запустила игровой сервис в сети 5G, с помощью которого геймеры могут играть на маломощных компьютерах, запуская облачные игры; во время испытаний технологии была достигнута скорость передачи данных свыше 1 Гбит/c с задержкой до 5 мс. Ожидается, что ряд сетей 5G, развёрнутых в радиочастотном диапазоне 3,3—3,6 ГГц, создаст помехи спутниковым станциям C-диапазона, которые работают, принимая спутниковые сигналы на частоте 3,4—4,2 ГГц.
28 июля 2020 года МТС получил лицензию на оказание услуг мобильной связи стандарта 5G в диапазоне 24,25—24,65 ГГц в 83 регионах страны.
В ноябре 2020 года Правительственная комиссия по цифровому развитию наметила план мероприятий по развитию мобильных сетей 5G в России. Реализация основной части, связанной с внедрением нового российского оборудования и развёртыванием 5G на территории страны, планировалась в 2021—2024 годах. Ранее о готовности провести испытания для определения возможности развёртывания сетей 5G заявляли Научно-исследовательский институт радио и Министерство обороны РФ.
Спустя месяц Федеральная антимонопольная служба России одобрила создание операторами связи совместного предприятия по расчистке частот для 5G. Операторам связи, участвующим в сделке, необходимо разработать и согласовать с антимонопольным органом условия использования инфраструктуры и совместного использования радиочастот и условий предоставления инфраструктуры для виртуальных мобильных операторов. При этом участникам предписано сохранить недискриминационный доступ к радиочастотам для всех представителей рынка подвижной радиотелефонной связи.
18 января 2022 года на базе Сибирского государственного университета телекоммуникаций и информатики была запущена тестовая зона сети 5G NR. Скорость передачи данных достигала 50 Мбит/с. Программные обеспечение запущенной сети — это свободно распространяемое ПО с открытым исходным кодом, которое было доработано коллективом научно-исследовательской лаборатории.
1 марта 2023 года пилотная B2B-сеть 5G от МТС начала работать на пяти новых станциях Большой кольцевой линии Московского метро: «Марьина Роща», «Рижская», «Сокольники», «Электрозаводская» и «Нижегородская».
20 мая 2024 года Россией были впервые запущены три низкоорбитальных спутника связи миссии «Рассвет-2» стандарта 5G NTN для связи с абонентами. Согласно информации Минцифры, тестовые зоны 5G появятся в каждом субъекте РФ до 2030 года в рамках национального проекта «Экономика данных и цифровая трансформация государства».
Министр цифрового развития РФ Максут Шадаев сообщил, что активное развёртывание сетей 5G в крупных городах России начнётся с 2026 года. В 2025 году должны пройти подготовительные мероприятия.

## Аппаратное обеспечение
В конце 2018 года Intel представила модем XMM 8160 с поддержкой мобильных сетей пятого поколения наряду с 5G-модемами от Qualcomm X50, Huawei Balong 5000 и MediaTek Helio M70.
Samsung Exynos Modem 5100, представленный в августе 2018 года, является первым в мире модемом 5G, полностью соответствующим спецификациям стандарта 3GPP Release 15 (Rel.15) для мобильных сетей 5G New Radio (5G-NR).
На выставке мобильной электроники MWC 2022 Qualcomm Technologies анонсировала модем Snapdragon X70 5G, который будет поддерживать все коммерческие диапазоны 5G от 600 МГц до 41 ГГц.

## Воздействие на человека
Научный консенсус заключается в том, что технология 5G безопасна, а аргументы против неё являются конспирологическими и связаны с новизной технологии, которая якобы является достаточной причиной не доверять ей. Непонимание технологии 5G породило теории заговора, утверждающие, что она оказывает неблагоприятное воздействие на здоровье человека.
Развёртывание мобильных сетей пятого поколения вызывает обеспокоенность общественности в связи с возможными негативными последствиями для здоровья человека.
В 2018 году появились слухи о возможном негативном влиянии мобильных сетей 5G на здоровье человека из-за увеличения воздействия радиочастотных электромагнитных полей, способных повреждать клеточные мембраны.
На 2019 год существуют мнения, что электромагнитные поля повышают риск рака, создают клеточный стресс, увеличивают число вредных свободных радикалов, вызывают повреждения генов, структурные и функциональные изменения репродуктивной системы, дают эффект снижения способности к обучению и ухудшение памяти, вызывают неврологические расстройства и оказывают общее негативное влияние на благополучие людей. Также высказывались свидетельства вредного воздействия на других животных и на растения. 240 учёных подписали открытое письмо «International EMF Scientist Appeal», адресованное ООН, ВОЗ и ЮНЕП. Исходя из этого, некоторые люди утверждают, что влияние излучения оборудования 5G не изучено и это излучение может быть опасным для здоровья людей.
В апреле 2019 года в швейцарском кантоне Женева была предпринята попытка введения моратория на использование стандарта 5G в мобильной связи. Позже стало известно, что у представителей кантона нет полномочий на введение такого моратория.
Некоторые люди говорят о своей так называемой «электромагнитной гиперчувствительности», однако в контролируемых экспериментах они никак не ощущали присутствие электромагнитного поля и радиочастотного облучения своего тела.
На 2014 год не обнаружено никаких неблагоприятных последствий для здоровья человека от излучения мобильных телефонов. Единственное обнаруженное влияние их радиочастотного излучения — незначительный нагрев кожи и прилегающих тканей и вызванное этим кратковременное незначительное повышение температуры тела.
На 2021 год также нет никаких доказательств вреда от высокочастотного электромагнитного излучения низкой мощности, которое используется в аппаратуре 5G. Более того, излучение частотой 6 ГГц и выше не способно проникнуть вглубь тела, единственный обнаруженный эффект — слабый нагрев кожного покрова. Исследователи проверяли гипотезы о генотоксичности излучения, его влиянии на пролиферацию клеток, экспрессию генов, передачу нервных импульсов, влияние на проницаемость клеточных мембран и другие. Также проведены эпидемиологические исследования с целью выявить связь излучения 5G на здоровье населения. Во всех исследованиях с высокой достоверностью никакое влияние излучения 5G на организм и на здоровье населения не обнаружено.

### Конспирология и борьба с 5G-вышками
Некоторые печатные СМИ сообщили об имевших место поджогах семи вышек 5G в Великобритании весной 2020 года в связи с теорией заговора о связи новой технологии с пандемией COVID-19.
Facebook заявил о намерении блокировать распространение подобной информации.
11 апреля 2020 года одиночные случаи поджогов вышек сотовой связи 5G выявили и в Нидерландах.
Во многих странах существует сильная оппозиция строительству новых базовых станций, и более того, процесс строительства, зонирования и получения разрешений может занять много времени. Тем не менее, внедрение стандарта поддерживается на государственном уровне, в частности, администрация Президента США Джо Байдена утвердила двухэтапный инфраструктурный проект стоимостью 1,2 трлн $ с госфинансированием в размере 65 млрд $ на расширение охвата широкополосной связью отдалённых районов. Одним из важных направлений проекта является стимулирование заинтересованности владельцев домов и строений в заключении договоров с мобильными провайдерами на установку антенн на принадлежащих им кровлях. Это стало возможно благодаря более компактным размерам антенн 5G. В программе указано, что таким образом владельцы частных домов и предприятия смогут повысить прибыль от принадлежащей им недвижимости.